# Речь о золотом кресте
Речь о золотом кресте (англ. Cross of Gold speech) — речь, произнесённая конгрессменом от Небраски Уильямом Дженнингсом Брайаном 8 июля 1896 года, на третий день Национального съезда Демократической партии, в ходе дебатов о партийной платформе. В своём выступлении Брайан поддержал идею «свободного серебра» (т.е. биметаллизма), которая, по его мнению, принесёт стране процветание. Он осудил золотой стандарт, завершив речь словами: «Вы не должны распинать человечество на золотом кресте». Выступление Брайана способствовало его выдвижению кандидатом в президенты от Демократической партии и считается одной из величайших политических речей в истории Америки.
В течение двадцати лет американцы были остро разделены по вопросу о денежном стандарте страны. Золотой стандарт, которого Соединенные Штаты де-факто придерживались с 1873 года, ограничивал денежную массу, но облегчал торговлю с другими странами, такими как Великобритания, чья валюта также была основана на золоте. Несмотря на это, многие американцы считали, что биметаллизм (использование как золота, так и серебра в качестве законного платежного средства) было необходим для экономического здоровья страны. Финансовая паника 1893 года обострила эти дебаты, и когда президент-демократ Гровер Кливленд продолжил поддерживать золотой стандарт вопреки воле большей части своей партии, сторонники биметализма смогли взять съезд 1896 года под свой контроль, призвав в партийной платформе к «свободной и неограниченной чеканке как серебряных, так и золотых монет» и решили выдвинуть кандидата, поддерживающего серебро. Тем временем республиканцы на своём съезде в Сент-Луисе поддержали золотой стандарт.
Брайан считался кандидатом-тёмной лошадкой и не пользовался большой поддержкой на съезде до своей речи. Выступая, он красноречиво призвал к чеканке серебряных монет и раскритиковал тезис о том, что золото является единственной надежной поддержкой доллара. Воодушевлённые делегаты выдвинули Брайана в президенты, несмотря на то, что ему было всего 36 лет, а его политический опыт ограничивался двумя сроками в Палате представителей. Он провёл энергичную кампанию, но проиграл выборы кандидату от республиканцев Уильяму Маккинли. В последующие годы Брайан произнес многочисленные вариации речи, некоторые из которых были записаны на граммофонные пластинки.